# Разрешимое противоречие
Разрешимое противоречие (англ. The Evitable conflict) — научно-фантастический рассказ Айзека Азимова, входит в серию рассказов про роботов. Впервые опубликован в июне 1950 года, также в сборниках «Я, робот» (I, Robot, 1950), «Всё о роботах» (1982) и «Мечты робота» (Robot Visions, 1990).

## Краткое содержание
Действие происходит в 2052 году. Стивен Байерли, во второй раз избранный на пост Всемирного координатора, спрашивает совета у робопсихолога Сьюзен Кэлвин. Его беспокоят сокращения производства на различных предприятиях и массовые увольнения работников.
На то время у человечества было четыре Машины, каждая из которых отвечала за экономическое развитие определённого региона Земли. Машины, пользуясь Первым законом роботехники, своими действиями или бездействием не могли навредить человеку, однако из сбоев в производстве вытекает вероятность изменений в их программе.
Для каждой из Машин Байерли повторно ввел начальные данные, её прошлый ответ и информацию о неоптимальных последствиях от её выполнения. И каждая из «Машин» ответила, что ответ на вопрос является недопустимым.
Во время проверок Координатор узнает о существовании «Общества защиты прав человека».
Путем логических предположений Координатор и Сьюзен приходят к выводу, что Машина трактует Первый закон робототехники как «Ни одна машина не может своими действиями или бездействием повредить человечеству». Таким образом Машины ради самосохранения — ради сохранения человечества, путём принятия локально-неоптимальных экономических решений, незаметно отодвинули от власти тех людей, которые не выполняли их рекомендаций и могли им угрожать.